# Sue Gardner
Sue Gardner (sinh ngày 11 tháng 5 năm 1967) là một nhà báo người Canada, nhà điều hành và kinh doanh phi lợi nhuận. Bà giữ chức giám đốc điều hành Wikimedia Foundation từ tháng 12 năm 2007 đến tháng 5 năm 2014, và trước đó là giám đốc trang web và các hãng tin tức trực tuyến của Tập đoàn Phát thanh Truyền hình Canada.
Năm 2012, bà được tạp chí Forbes xếp hạng là người phụ nữ quyền lực thứ 70 trên thế giới. Năm 2013, bà tham gia ban quản trị của Global Voices. Tháng 5 năm 2015, Tor Project thông báo rằng Gardner sẽ hỗ trợ dự án trong quá trình phát triển chiến lược tổ chức dài hạn. Năm 2018, Gardner được công bố là giám đốc điều hành của The Markup. Bà từ bỏ chức vụ này vào tháng 5 năm 2019.

## Thân thế
Gardner chào đời tại Barbados. Bà lớn lên tại Port Hope, Ontario, Canada, là con gái của một linh mục Anh giáo kiêm hiệu trưởng trường học. Gardner thi đậu bằng báo chí tại Đại học Ryerson.

## Sự nghiệp

### Báo chí
Gardner khởi đầu sự nghiệp làm báo của mình trên đài phát thanh của Tập đoàn Phát thanh Truyền hình Canada (CBC) vào năm 1990 trong chương trình As It Happens, và làm việc suốt hơn một thập kỷ trong vai trò là nhà sản xuất, phóng viên và nhà làm phim tài liệu về các vấn đề thời sự của Đài CBC và mạng truyền hình cáp và vệ tinh Mỹ Newsworld International, tập trung vào mảng văn hóa đại chúng và các vấn đề xã hội.
Tháng 3 năm 2006, bà kế nhiệm Claude Galipeau làm giám đốc cấp cao của trang web CBC và nền tảng Internet, CBC.ca, xây dựng đội ngũ nhân viên của mình từ 35 lên 160 người.

### Wikimedia
Tháng 5 năm 2007, Gardner nộp đơn từ chức khỏi hãng CBC, và ngay sau đó bắt đầu tham gia cố vấn cho Wikimedia Foundation trên cương vị là cố vấn đặc biệt về hoạt động và quản trị. Đến tháng 12 năm 2007, bà được thuê làm giám đốc điều hành của tổ chức này. Suốt hai năm tiếp theo, bà giám sát sự phát triển của đội ngũ nhân viên bao gồm việc bổ sung một nhóm gây quỹ và chuyển trụ sở chính từ St. Petersburg, Florida sang San Francisco, California. Tháng 10 năm 2009, Gardner được tờ The Huffington Post vinh danh là một trong mười "người thay đổi cuộc chơi truyền thông của năm" vì tác động trong công việc đối với phương tiện truyền thông mới của bà dành cho Wikimedia.
Một trong những vấn đề mà Gardner phải xử lý khi còn là giám đốc điều hành của Wikimedia Foundation là phân biệt giới tính trên Wikipedia. Bà liệt kê chín lý do tại sao phụ nữ không sửa đổi Wikipedia, chọn lọc từ các nhận xét của những nữ biên tập viên Wikipedia:
1. Giao diện sửa đổi thiếu thân thiện với người dùng
2. Không có đủ thời gian rảnh rỗi
3. Thiếu sự tự tin
4. Ác cảm với xung đột và không muốn tham gia vào các  cuộc chiến sửa đổi kéo dài
5. Tin rằng những đóng góp của họ có quá nhiều khả năng bị trả về như cũ hoặc bị xóa bỏ
6. Một số nhận thấy bầu không khí tổng thể có phần mang tính kỳ thị nữ giới
7. Văn hóa Wikipedia có hơi hướng tình dục theo những cách mà họ thấy khó chịu
8. Việc xưng danh tính nam giới là một điều bất lợi đối với phụ nữ có ngôn ngữ chính về giới tính đậm chất ngữ pháp
9. Ít cơ hội hơn các trang web khác cho các mối quan hệ xã hội và một lời mời chào đón

Ngày 27 tháng 3 năm 2013, Gardner thông báo mình sẽ từ bỏ chức vụ giám đốc điều hành Wikimedia Foundation. Bà cho biết Wikimedia Foundation hiện đang hoạt động tốt nhưng Internet thì không, và bà đã lên kế hoạch giúp đỡ trong lĩnh vực này trong tương lai. Gardner xác định "bước ngoặt" cho quyết định tiếp tục của mình chính là việc tham gia vào sự cố phủ đen Wikipedia năm 2012 để phản đối Dự luật Đình chỉ hoạt động vi phạm bản quyền trực tuyến và Dự luật Bảo vệ quyền sở hữu trí tuệ, quả quyết rằng "tôi bắt đầu nghĩ về hình dạng của Internet và vai trò của tôi trong đó."
Năm 2013, Gardner nhận bằng tiến sĩ danh dự từ Đại học Ryerson, alma mater của mình.
Ngày 1 tháng 5 năm 2014 có thông báo cho biết Lila Tretikov sẽ thay thế Gardner làm giám đốc điều hành Wikimedia Foundation vào ngày 1 tháng 6 năm 2014.